# 李振家
李振家（?—?），字金生，雲南昆明人，清朝政治人物、進士出身。

## 生平
咸豐九年，登進士，改庶吉士。咸豐十年，散館后，授翰林院編修。